# Рубанов, Александр Сергеевич
Александр Сергеевич Рубанов (бел. Аляксандр Сяргеевіч Рубанаў; 1936—2003) — советский и белорусский физик. Академик Национальной академии наук Беларуси (1996; член-корреспондент с 1989 года), доктор физико-математических наук (1976), профессор (1981). Заслуженный деятель науки Республики Беларусь (1999).

## Биография

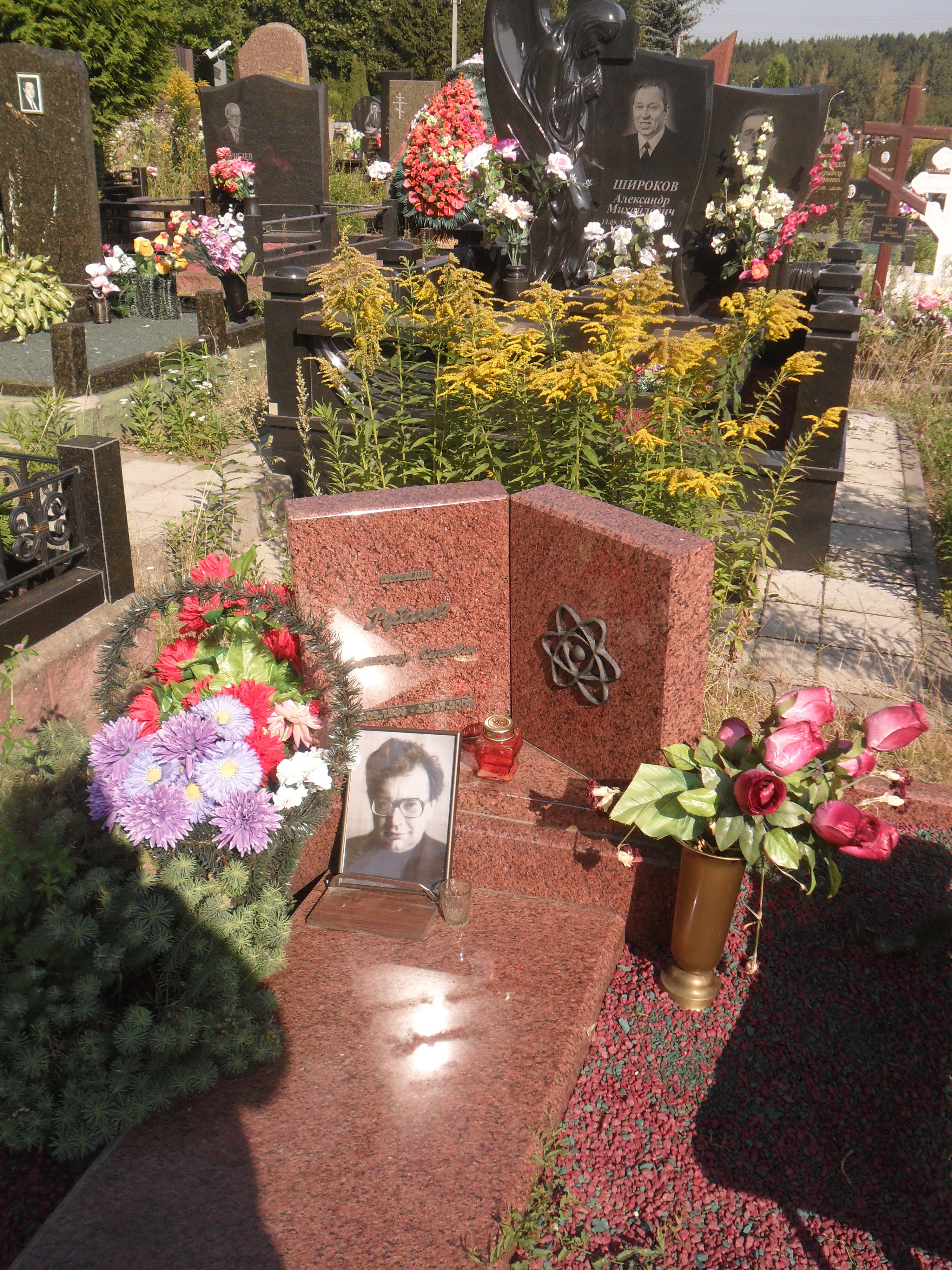
Могила Рубанова на Восточном кладбище Минска.

Рубанов родился 12 сентября 1936 года в Слуцке (ныне Минская область, Белоруссия). После окончания в 1958 году БГУ он начал работу в Институте физики АН БССР в различных должностях, а в 1978 возглавил Лабораторию оптической голографии, которой руководил до конца жизни. Одновременно с 1996 он являлся председателем совета Белорусского республиканского фонда фундаментальных исследований.
Умер 23 июля 2003 года. Похоронен в Минске на Восточном кладбище.

## Научная деятельность
Научные работы Рубанова посвящены вопросам лазерной физики, оптической голографии, физической оптики. Рубанов внёс значительный вклад в понимание процессов динамической голографии, что привело к открытию явления обращения волнового фронта (фазового сопряжения) при четырехволновом смешении. Им были разработаны методы управления параметрами лазерной генерации и пространственными характеристиками световых пучков с помощью оптоэлектронных дифракционных элементов, рассмотрены вопросы оптической обработки информации, генерации гиперзвука лазерным пучком и многие другие.

## Награды и премии
- Государственная премия БССР (1976) — за исследование свойств полупроводниковых и твёрдотельных лазеров, развитие методов определения их основных характеристик (совместно с коллективом)
- Государственная премия СССР (1982) — за цикл работ «Физические основы динамической голографии и новые методы преобразования пространственной структуры световых пучков» (1969—1980; совместно с коллективом)

## Публикации
Рубанов является автором 35 патентов и около 300 научных работ, среди которых:
- Б. И. Степанов, В. П. Грибковский, А. С. Рубанов, А. Н. Рубинов, Ф. К. Рутковский, А. М. Самсон. Методы расчета оптических квантовых генераторов. — Минск: Наука и техника, 1966 (том 1), 1968 (том 2).
- Б. Р. Белостоцкий, А. С. Рубанов. Тепловой режим твердотельных оптических квантовых генераторов. — М.: Энергия, 1973.
- А. С. Рубанов. Некоторые вопросы динамической голографии // Проблемы современной оптики и спектроскопии. — Минск: Наука и техника, 1980.
- С. М. Карпук, А. С. Рубанов, А. Л. Толстик. Нелинейная запись динамических голограммв растворе красителя // Квант. электрон. — Т. 24. — С. 52-54 (1997).
- Е. В. Ивакин, А. И. Кицак, Н. В. Карелин, А. М. Лазарук, А. С. Рубанов. Преобразование пространственной когерентности импульсного лазерного излучения в линии задержки // Квант. электрон. — Т. 33. — С. 255—258 (2003).
- Е. В. Ивакин, Н. В. Карелин, А. И. Кицак, А. С. Рубанов. Преобразование пространственной когерентности импульсного лазерного излучения в тонком слое среды с тепловой нелинейностью // Квант. электрон. — Т. 35. — С. 365—368 (2005).